# Juillet 1868

## Événements
- Mort du chef Mouazi (Mswati II), fondateur de l’État du Swaziland, qui conserve son indépendance jusqu’en 1902.
- France : deux caisses d’assurances sociales sont créées, sur la vie et contre les accidents du travail. Les deux caisses sont facultatives[1].

## Naissances
- 4 juillet : Henrietta Swan Leavitt, astronome américaine
- 8 juillet : Henry Cockshutt, Lieutenant Gouverneur de l'Ontario.

## Décès
- 4 juillet : Bernard Sénéquier, peintre et sculpteur français (° 25 juillet 1784).
- 14 juillet : Léon Bouchaud, peintre français (° 3 juillet 1817).